# Jacques Berlioz (Zoologe)
Jacques Paul Antoine Berlioz (* 9. Dezember 1891 in Paris im 1. Arrondissement; † 21. Dezember 1975 ebenda) war ein französischer Zoologe.

## Leben und Wirken
Berlioz war der Großneffe des französischen Komponisten Hector Berlioz. Er interessierte sich schon in seiner Kindheit für das Sammeln von Steinen, Pflanzen, Insekten und Vögeln. Nach einem Studium der Medizin und pharmazeutischen Chemie im Jahre 1917 wurde er 1920 Assistent in der Abteilung für Vögel und Säugetiere am Muséum national d’histoire naturelle. 1927 wurde er Assistenzkurator und 1949 Chefkurator. Diese Position bekleidete er bis 1962. Darüber hinaus erhielt er 1949 den Professorentitel. Besonders fasziniert war Berlioz von Kolibris, über die er mehrere Fachartikel veröffentlichte. Berlioz verband eine tiefe Freundschaft mit dem Vogel- und Insektensammler Eugène Simon und als Simon 1924 verstarb, vermachte er dem Muséum national d’histoire naturelle seine Bibliothek und beachtliche Kolibrisammlung. 1950 verfasste Berlioz wichtige Kapitel über die Taxonomie, Verbreitung und Wanderung von Vögeln in der Enzyklopädie Traité de Zoologie. Berlioz beschrieb (manchmal zusammen mit Zoologen wie Jean Delacour oder Guillaume Grandidier) mehrere Vogeltaxa, darunter die Malegassenkielralle, die Witwentangare, den Randsänger, den Silberkehltyrann, den Gelbaugen-Drongoschnäpper und die Braunstirnnewtonie. Er war Offizier der Ehrenlegion und Ehrenmitglied der American Ornithologists’ Union, der British Ornithologists’ Union, der Deutschen Ornithologischen Gesellschaft, der Zoological Society of London und der Sociéte Ornitholoque de France.
1965 benannte Sidney Dillon Ripley den Sokotrasegler (Apus berliozi) nach Jacques Berlioz.

## Werke (Auswahl)
- La vie des oiseaux. 1931
- Les Migrations animales. Insectes, poissons, oiseaux, mammifères. 1942
- La vie des colibris. 1944
- Oiseaux de la Réunion. 1946
- Petit atlas des oiseaux. 4 Bände, 1953